# Neve McIntosh
Carol 'Neve' McIntosh (Paisley (Schotland), 9 april 1972) is een Schots actrice.

## Biografie
McIntosh werd geboren in Paisley en groeide op in Edinburgh waar zij de middelbare school doorliep aan de Boroughmuir High School. In de eind van de jaren 80 werd zij lid van het theatergezelschap Edinburgh Youth Theatre waar zij in diverse theatervoorstellingen optrad. Zij verhuisde naar Glasgow om drama te studeren aan de Royal Conservatoire of Scotland. 
McIntosh begon in 1993 met acteren in de televisieserie Renegade, waarna zij nog meerdere rollen speelde in televisieseries en films. In 2010 won zij in Portugal de Fantasportoprijs voor haar rol in de film Salvage in de categorie Beste Actrice.

## Filmografie

### Films
Uitgezonderd korte films.
- 2019 The Small Hand - als Denisa
- 2015 Social Suicide - als rechercheur Dalton
- 2013 Doctor Who at the Proms - als Madame Vastra
- 2012 Vastra Investigates - als Vastra
- 2009 The Be All and End All - als Kate
- 2009 Salvage - als Beth
- 2008 Spring 1941 - als jonge Clara Planck
- 2006 Low Winter Sun - als Daniella 'Dani' Bonetti
- 2005 The Trouble with Men and Women - als Deborah
- 2004 One Last Chance - als Barbara
- 2003 Doc Martin and the Legend of the Cloutie - als Rita Gorrie
- 2002 The Hound of the Baskervilles - als Beryl Stapleton
- 2001 Gypsy Woman - als Natalie
- 2001 Doc Martin - als Rita Gorrie
- 2000 Lady Audley's Secret - als Lucy
- 1999 Plunkett & Macleane - als Liz
- 1997 Gobble - als new ager
- 1996 The Leading Man - als caissière

### Televisieseries
Uitgezonderd eenmalige gastrollen.
- 2023 The Chemistry of Death - als Josie Fraser - 4 afl.
- 2018-2021 Shetland - als Kate Kilmuir - 11 afl.
- 2021 Getting Better - The Fight for the NHS - als Jennie Lee - 10 afl.
- 2020 Tin Star - als Georgia Simmons - 2 afl.
- 2019-2020 Traces - als Julie Hedges - 6 afl.
- 2019 Cheat - als Harriet - 3 afl.
- 2018 Stan Lee's Lucky Man - als DSI Gray - 8 afl.
- 2017 Guerrilla - als Emily Pence - 5 afl.
- 2015 Critical - als Nicola Hicklin - 9 afl.
- 2011-2014 Doctor Who - als Madame Vastra - 8 afl.
- 2013 Dracula - als Janina Kleiberson - 2 afl.
- 2012 Lip Service - als Lauren - 4 afl.
- 2011 Case Histories - als Joanna Hunter - 2 afl.
- 2010 Single Father - als Anna - 4 afl.
- 2007 Sea of Souls - als Karen O'Rourke - 2 afl.
- 2004-2006 Bodies - als Donna Rix - 17 afl.
- 2003 Trial & Retribution - als Carla Worth - 2 afl.
- 2000 Gormenghast - als Lady Fuchsia - 4 afl.
- 1999 Psychos - als dr. Kate Millar - 6 afl.

- Bibliothèque nationale de France: cb162194495 (data)
- International Standard Name Identifier: 0000 0000 9171 3073
- Système universitaire de documentation: 232679681
- Virtual International Authority File: 134228391